# Roberto Isaías
Roberto Isaías Dassum (Guayaquil, Ecuador, 16 de octubre de 1944) es un empresario y financiero ecuatoriano, máximo responsable del grupo empresarial Isaías.

## Biografía
Es el segundo de los cinco hijos de Estéfano Isaías Barquet y Amira Dassum y miembro de la tercera generación de la saga de empresarios y emprendedores Isaías, una de las más conocidas de Ecuador. 
Huérfano a temprana edad, Roberto Isaías fue educado junto a sus hermanos por su tío, el banquero, diplomático y filántropo guayaquileño Nahim Isaías Barquet (asesinado en 1985). Roberto Isaías estudió Administración y Mercadeo Textil en Quito inicialmente y más tarde en Estados Unidos, en el Philadelphia College of Textile & Science, con el objetivo de poder tomar en el futuro las riendas de las empresas textiles que su abuelo, Emilio Isaías, había fundado en Ecuador (entre ellas Indulana, primera fábrica de Ecuador con telares automáticos) y de hacerse cargo de otros negocios del grupo familiar.

## Carrera empresarial

### Filanbanco
Tras la muerte de Nahím Isaías en 1985, Roberto Isaías asumió el liderazgo del grupo empresarial familiar y reemplazó a su tío como presidente ejecutivo de Filanbanco. Bajo gestión de Roberto Isaías, Filanbanco se modernizó, adoptando nuevas tecnologías y lanzando nuevos productos financieros. La entidad desarrolló una intensa actividad internacional, contribuyendo a la apertura de la economía ecuatoriana al exterior, al tiempo que con sus políticas de créditos a emprendedores y pequeños propietarios del medio agrario facilitó el desarrollo de sectores como el banano o el camarón.
La crisis de Ecuador a finales de la década de los 90, derivada de las crisis asiática, rusa y brasilera y de la caída de los precios del petróleo afectó duramente a Filanbanco, institución que manejaba el 60 por ciento del comercio exterior ecuatoriano y el 20 por ciento del negocio bancario del país. La crisis económica de fines de la década de los años 90 obligó a Filanbanco de acuerdo a la Ley de Instituciones Financieras y Bancarias- a acudir a los préstamos de liquidez del Banco Central.
Tras aportar fondos propios para compensar esos préstamos, el 2 de diciembre de 1998, en mitad del colapso del sistema bancario ecuatoriano, Roberto Isaías decidió entregar la entidad a la Agencia de Garantía de Depósitos (AGD). Filanbanco se mantenía sólido en sus cuentas, pero no pudo evitar sufrir problemas de liquidez. Durante esos meses tuvieron que cerrar una veintena de bancos. Filanbanco fue traspasado al Ministerio de Finanzas y finalmente cerró sus actividades en julio de 2001, tras más de dos años y medio de gestión pública.
En el año 2008 el Gobierno inició un proceso por peculado bancario en su contra y de su hermano William, exdueños del cerrado Filanbanco llevando a una persecución e incautación de las empresas y bienes del grupo Isaías.
El Grupo Isaías tenía cinco canales de televisión, tres periódicos, cinco revistas, cinco emisoras de radio y manejaron una de las instituciones financieras más grandes de ese país, Filanbanco. Mediante resolución del 8 de julio de 2008, la Agencia de Garantías de Depósitos (AGD) ordenó, mediante un proceso civil, la incautación de esos activos, "en contra de los ex accionistas y ex administradores de Filanbanco, con el alegado fin de garantizar el pago de la acreencia de los depositantes del banco en el momento de su intervención”, como quedó consignado en los hechos expuestos por los demandantes en el CDH. Pero la incautación no se limitó al banco sino que se extendió a “200 empresas y otros bienes propiedad de los autores y otros integrantes del grupo Isaías”, como se indica en el mismo documento.
En el año 2016 un dictamen del Comité de Derechos Humanos de la ONU declara al respecto: “El Comité considera que la emisión del Mandato Constituyente Nº 13, que prohibió de manera expresa la interposición de acción de amparo constitucional u otra de carácter especial contra las resoluciones de la AGD e incluyó la instrucción de destituir, sin perjuicio de la responsabilidad penal a que hubiera lugar, a los jueces que avocaren conocimiento de este tipo de acciones, violó el derecho de los autores bajo el artículo 14 (1) del Pacto Internacional de Derechos Civiles y Políticos, a un proceso con las debidas garantías en determinación de sus derechos u obligaciones de carácter civil”. Indica además que el “Estado parte tiene la obligación de proporcionar a los autores un recurso efectivo (...), debe dar plena reparación a las personas cuyos derechos reconocidos en el Pacto hayan sido violados...”.